# Aeropuerto de La Albericia
Aeropuerto de La Albericia war der erste Flugplatz in Kantabrien (Spanien), er befand sich in der Gemeinde La Albericia, einem heutigen Stadtteil von Santander.

## Geschichte
Das Flugfeld wurde 1910 eingerichtet und war bis September 1953 in Betrieb. Seine größte Bedeutung erhielt es während des Spanischen Bürgerkrieges. Nach Eroberung der Stadt diente er zeitweise auch der deutschen Legion Condor als Einsatzort. Die Heinkel He 111 der Kampfgruppe 88 waren 1937 dort stationiert. 1948 wurde die Start- und Landebahn RWY 09/27 mit einer Länge von 1500 Metern asphaltiert und die Iberia eröffnete den Linienflugverkehr Santander–Madrid.
Nach Eröffnung des neu erbauten  Aeropuerto de Parayas wurde auf dem ursprünglichen Flugplatzgelände das Sportzentrum „Complejo Deportivo de La Albericia“ errichtet. Der spanische Fußballverein Racing Santander erwarb das Gelände von der Gemeinde und hatte dort bis 1988 seine Heimspielstätte.